# Olavo Egydio Monteiro de Carvalho
Olavo Egydio Monteiro de Carvalho (Rio de Janeiro, 24 de fevereiro de 1942 – Rio de Janeiro, 20 de outubro de 2022) foi um engenheiro e empresário brasileiro.

## Biografia
Iniciou sua vida profissional como diretor do Grupo Monteiro Aranha, tendo sido seu presidente de 1978 a 1996 e, desde então, o presidente do conselho de Administração do grupo, uma holding genuinamente nacional, fundada no início do século XX por seu avô, Alberto Monteiro de Carvalho e Silva, e o sócio, Olavo Egídio de Sousa Aranha Júnior. O Grupo Monteiro Aranha esteve presente em vários e importantes setores da economia brasileira e hoje tem, entre os seus principais ativos, a Owens-Illinois do Brasil e a Klabin, empresas que ajudou a fundar, e a Ultrapar. Olavo Monteiro de Carvalho foi membro do conselho de administração da Klabin e da Ultrapar.
Olavo era filho do empresário e engenheiro Alberto Monteiro de Carvalho Filho e da nobre espanhola Maria de Lourdes de Salamanca y Caro, marquesa de Salamanca. Olavo estudou no tradicional Colégio Santo Inácio, no Rio; frequentou o curso de engenharia mecânica na Universidade Técnica de Munique (em alemão: Technische Universität München), em Munique, Baviera, Alemanha; estagiou e trabalhou no próprio coração da indústria automobilística mundial, no núcleo fabril de Wolfsburg, matriz da Volkswagen; seguiu-se um período de treino e atuação na área financeira, com experiências na sede da empresa multinacional britânica Schroders, em Londres, Inglaterra, Reino Unido, onde renovou os relacionamentos iniciados pelos fundadores da Monteiro Aranha.
Em 24 de junho de 2005, tomou posse da presidência da Associação Comercial do Rio de Janeiro (ACRJ), sucedendo ao embaixador Marcílio Marques Moreira, ex-ministro da Fazenda do Brasil. Em 2007 foi reeleito por unanimidade de votos. O 58.° presidente da Casa de Mauá, que emprestou à instituição as suas características de empreendedor, retomou e intensificou a interlocução da ACRJ com as entidades de classe, empresários e governos federal, estadual e municipal e calcou sua gestão em projetos que contribuíssem para a melhoria do ambiente de trabalho do Rio de Janeiro.
Olavo Monteiro de Carvalho manteve negócios particulares, como a empresa Geociclo, que desenvolvia soluções ambientais por meio da biodegradação acelerada de resíduos orgânicos, gerando fertilizantes organominerais de alto valor agregado. No setor de agronegócios, era criador de gado nelore de elite e de cavalo manga-larga marchador, em sua fazenda Santarém.
Ele fazia parte do conselho do COMUDES – Comitê Municipal de Desenvolvimento – e foi presidente do Conselho de Administração da Agência Rio-Negócios, por indicação do então prefeito do Rio de Janeiro, Eduardo Paes; foi presidente do Conselho de Empresários do Projeto Rio 2016, que promoveu a elaboração do capítulo do legado de infraestrutura, que resultou na escolha do Rio de Janeiro como cidade sede dos Jogos Olímpicos de Verão de 2016.
Olavo era sócio do Clube de Regatas Vasco da Gama desde os três meses de idade, levado por seu pai, Alberto Monteiro de Carvalho. Ele era sócio Grande Benemérito e, por isso, integrante vitalício do Conselho Deliberativo. Olavo foi primeiro vice-presidente geral do clube na gestão de Alberto Pires Ribeiro, entre 1980 e 1982. Em 1997, foi candidato derrotado ao mesmo cargo (primeiro vice-presidente geral) na chapa "Oposição Unida", liderada pelo corretor de valores mobiliários Jorge Salgado. Recentemente, foi eleito Presidente da Assembleia Geral por duas oportunidades seguidas (triênio 2008-2011, com a chapa "Por Amor ao Vasco"; e triênio 2011-2014, com a chapa "O Sentimento Tem Que Continuar"), participando e apoiando a gestão do presidente, Roberto Dinamite. Era um dos principais nomes da oposição ao presidente Eurico Miranda, tendo apoiado o candidato segundo colocado Julio Brant, da chapa "Sempre Vasco", no pleito eleitoral de novembro de 2014.
Ele dedicou-se ao trabalho social no Instituto Marquês de Salamanca (IMDS), fundado por ele em 1997 e batizado em homenagem ao seu tataravô, José de Salamanca y Mayol, marquês de Salamanca. O IMDS apoia cerca de mil crianças, jovens e adultos, direta e indiretamente, no bairro de Santa Teresa, no Rio de Janeiro, e no município de Três Rios, na zona rural do estado do Rio de Janeiro. Seus projetos são focados na educação tradicional e profissionalizante e na saúde de seus beneficiados, familiares e dos demais membros das comunidades.

## Morte
Olavo morreu em 20 de outubro de 2022, aos 80 anos de idade. Ele estava internado em um hospital no Rio de Janeiro por ter sofrido um acidente vascular cerebral.